# Spittlertor

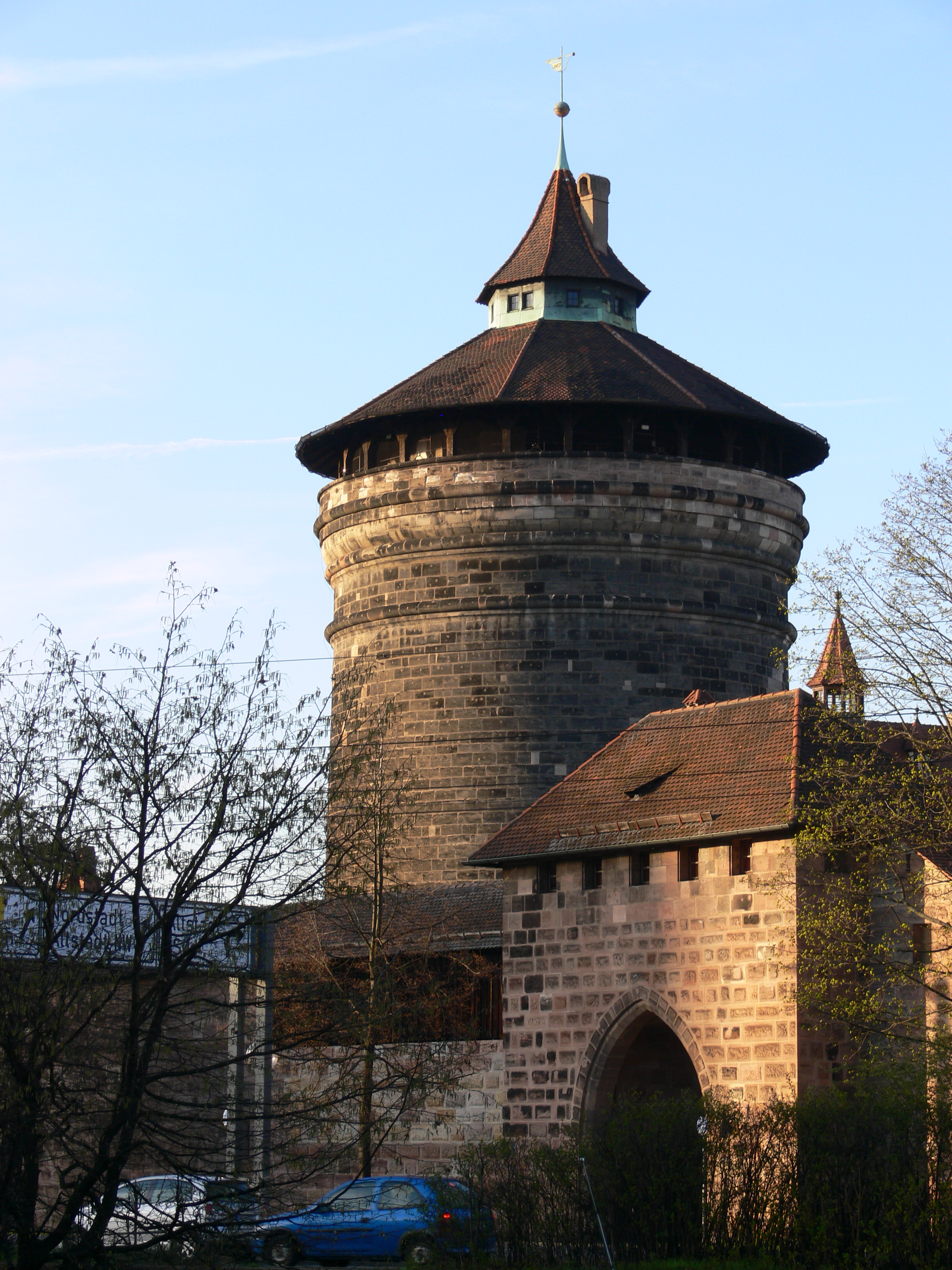
Spittlertor in Nürnberg, von Süden

Das Spittlertor ist ein altes Tor im Südwesten der Nürnberger Stadtmauer. Der Name bezieht sich auf das damalige nahe gelegene Spital St. Elisabeth des Deutschen Ordens.
Das Spittlertor umfasst neben dem Spittlertorturm den Spittlertorzwinger. Die zugehörige Straße führte in Richtung Schwabach, Rothenburg ob der Tauber und Donauwörth. Das Bauwerk wurde 1557 von Jörg Unger zu dem noch stehenden Rundturm umgebaut, daneben wurde ein neues Tor errichtet – diese Anlage bildet den heutigen Spittlertorzwinger. Westlich davon wurde später wegen des wachsenden Verkehrs das Ludwigstor in die Stadtmauer gebaut. Ende des 19. Jahrhunderts wurde die Anlage umgebaut und den Anforderungen des wachsenden Verkehrs angepasst; weitere Bögen wurden errichtet und der Graben überdämmt. Der dabei errichtete Torbogen wurde im Zweiten Weltkrieg zerstört.
Der Mauerbereich zwischen Spittlertor und Westtor heißt „Spittlertormauer“. Danach wurden die innerhalb der Mauer liegende Gasse „Spittlertormauer“ und die außerhalb gelegene Hauptverkehrsstraße „Spittlertorgraben“ benannt. Beide führen nach Norden. Östlich des Tores erstreckt sich das Nürnberger Rotlichtviertel entlang des westlichen Teiles der Frauentormauer. Außerhalb der Stadtmauer liegt der Plärrer.
Der Autoverkehr wird durch das Ludwigstor im Westen des Spittlertors geleitet – das Spittlertor ist nur für Fußgänger.

## Spittlertorturm
Der Spittlertorturm ist einer der vier markanten, runden Haupttürme der Nürnberger Stadtbefestigung; seine alte Bezeichnung nach dem Siebenfarbigen Alphabet ist „Rot Q“.
Der Torturm ist bereits 1377 als Teil der letzten Stadtmauer belegt und ersetzte den Torturm der vorletzten Stadtmauer, den Weißen Turm, früher Inneres Spittlertor genannt. Im Zweiten Weltkrieg wurde der Turm nach Umbauten als Hochbunker genutzt, seit Juli 2006 beherbergt er Bibliothek und Archiv des Nürnberger Garnisonmuseums. Der Waffenhof des Tores steht heute leer.

## Spittlertorzwinger

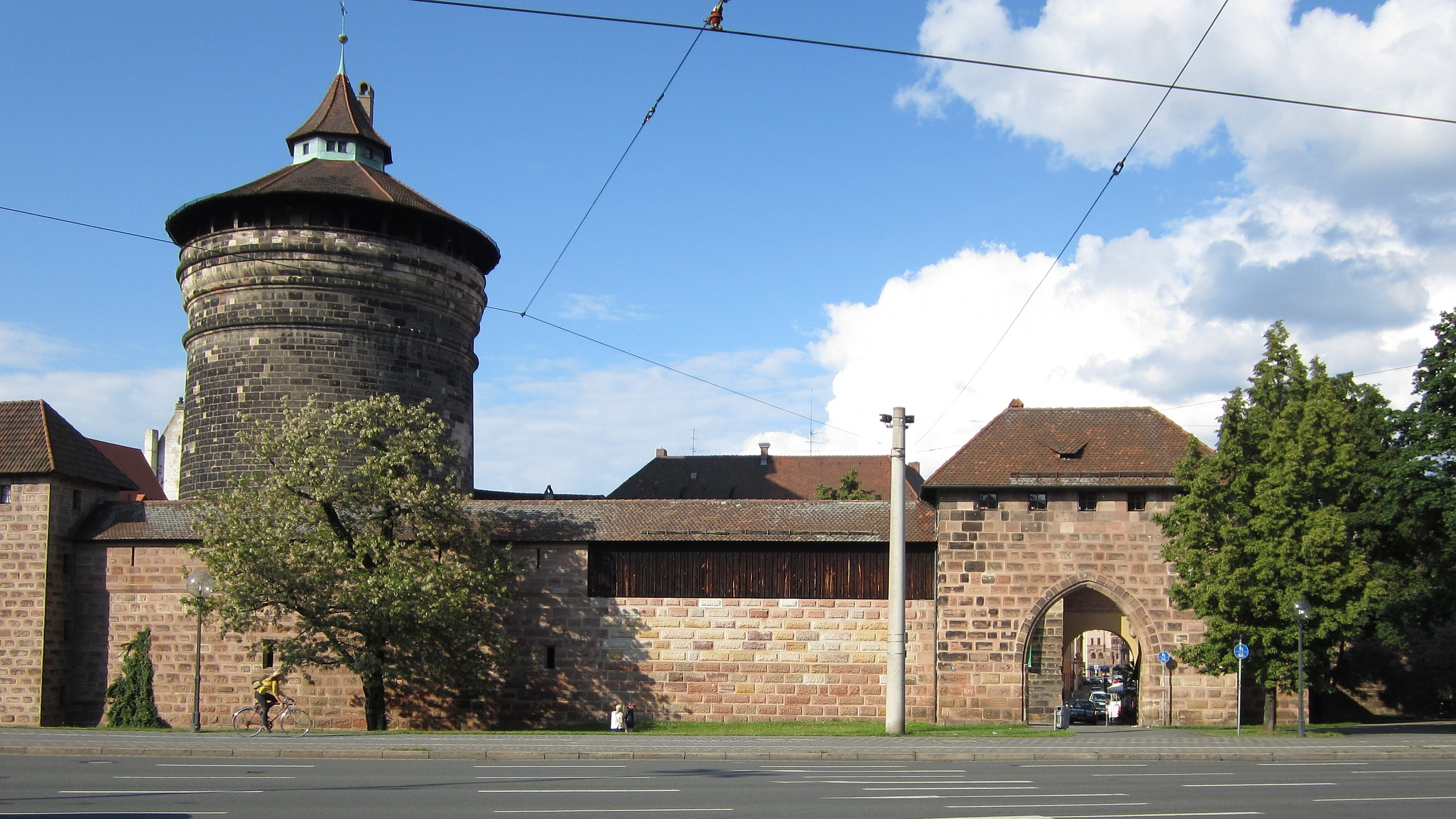
Spittlertorzwinger von Südwesten, 2013

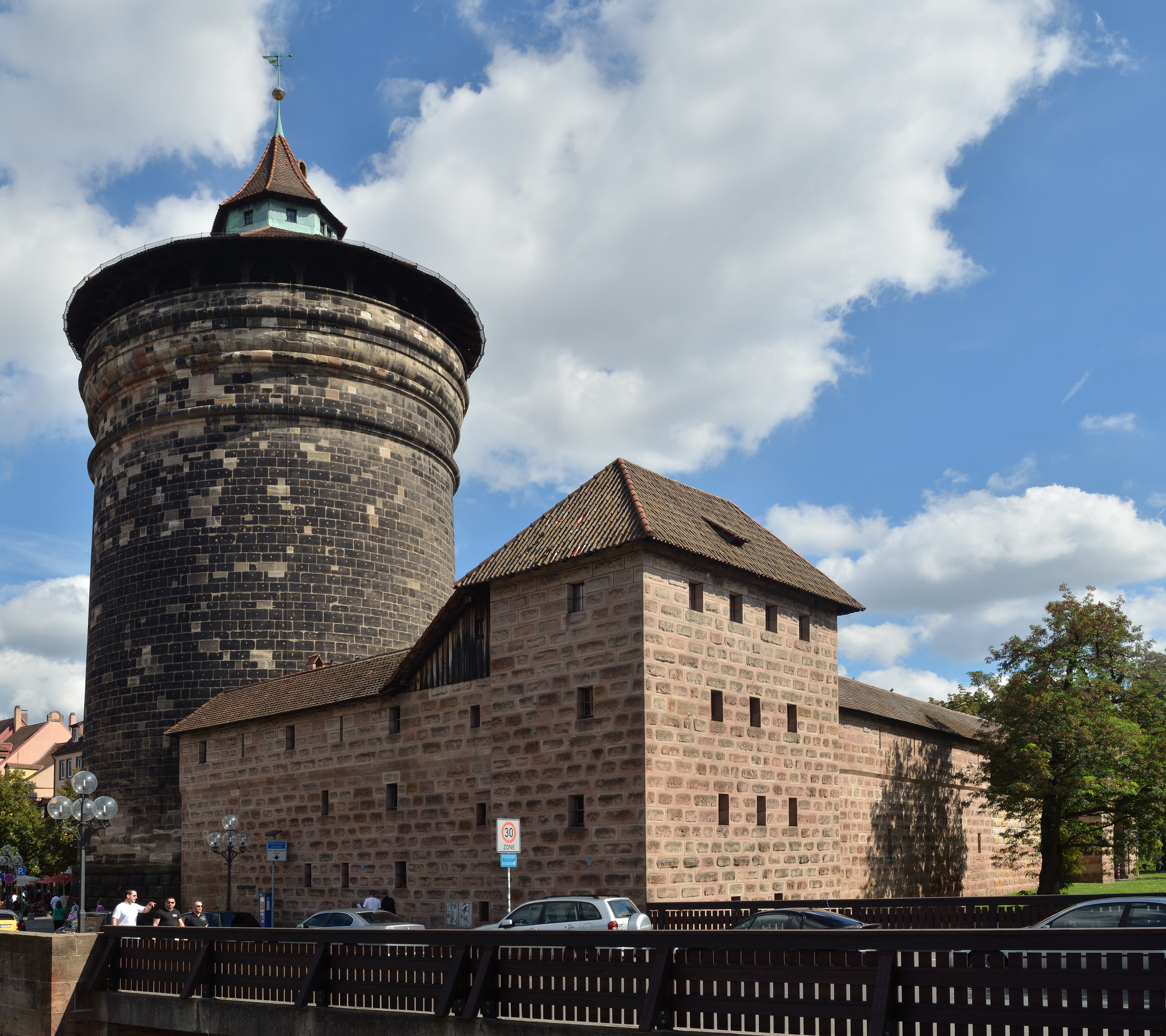
Spittlertor mit Zwinger von Westen

Die Anlagen südöstlich des Spittlertorturms bilden den Spittlertorzwinger – der eigentlichen Stadtmauer ist hier in 25 m Entfernung eine weitere Mauer vorgesetzt – dies bildet den gepflasterten Waffenhof mit mehreren offenen Durchgängen. Der Zwinger umfasst neben den Mauern vier Bestandteile:
- Den oben beschriebenen Spittlertorturm,
- den Stadtmauerturm „Rotes P“, der von der katholischen Studentenverbindung Onoldia,
- das Zwingergebäude 4 am westlichen Eck des Zwingers, das von der Studentenverbindung Ostmark,
- ein Torgebäude am östlichen Eck des Zwingers, durch das ein Fußgängerweg hindurchführt und das von der Burschenschaft Bavaria genutzt wird.

Östlich des Spittlertorturmes gibt es Fußgängerwege durch zwei Rundbögen und östlich des Turmes „Rotes P“ einen weiteren Fußgängerweg durch die Stadtmauer – sie bilden genau genommen das aktuelle Spittlertor. Durch die (äußere) Zwingermauer gelangt man entweder durch das östlich gelegene Torgebäude oder durch einen Durchgang südlich vom Turm „Rotes P“.
Zu Covid-Zeiten wurde der Innenhof des Zwingers für Musikveranstaltungen genutzt, wahrscheinlich, weil vermehrt Freiluft-Veranstaltungsplätze benötigt wurden.

## Historische Abbildungen

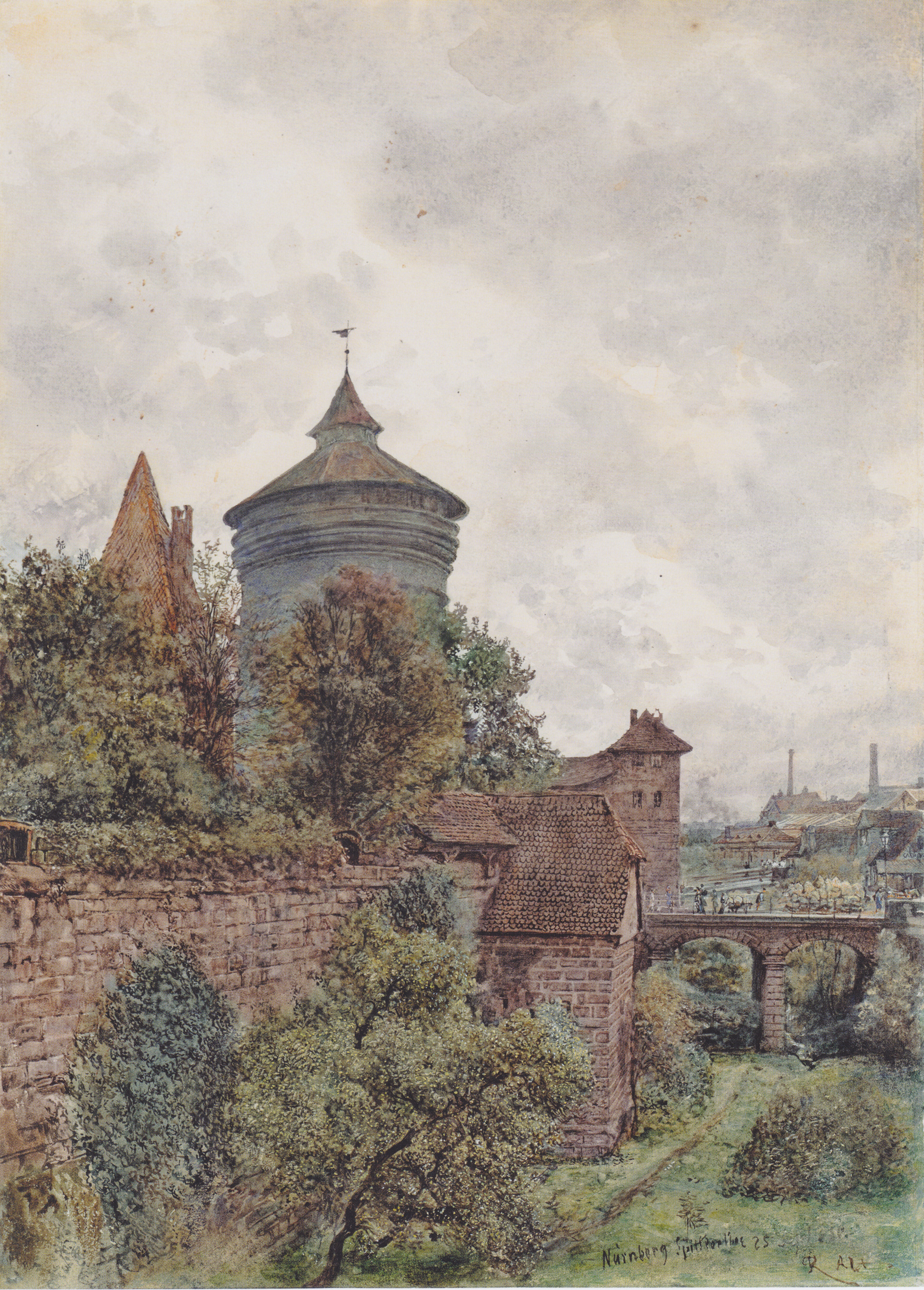
Das Spittlertor in Nürnberg, Aquarell (1856) von Rudolf von Alt
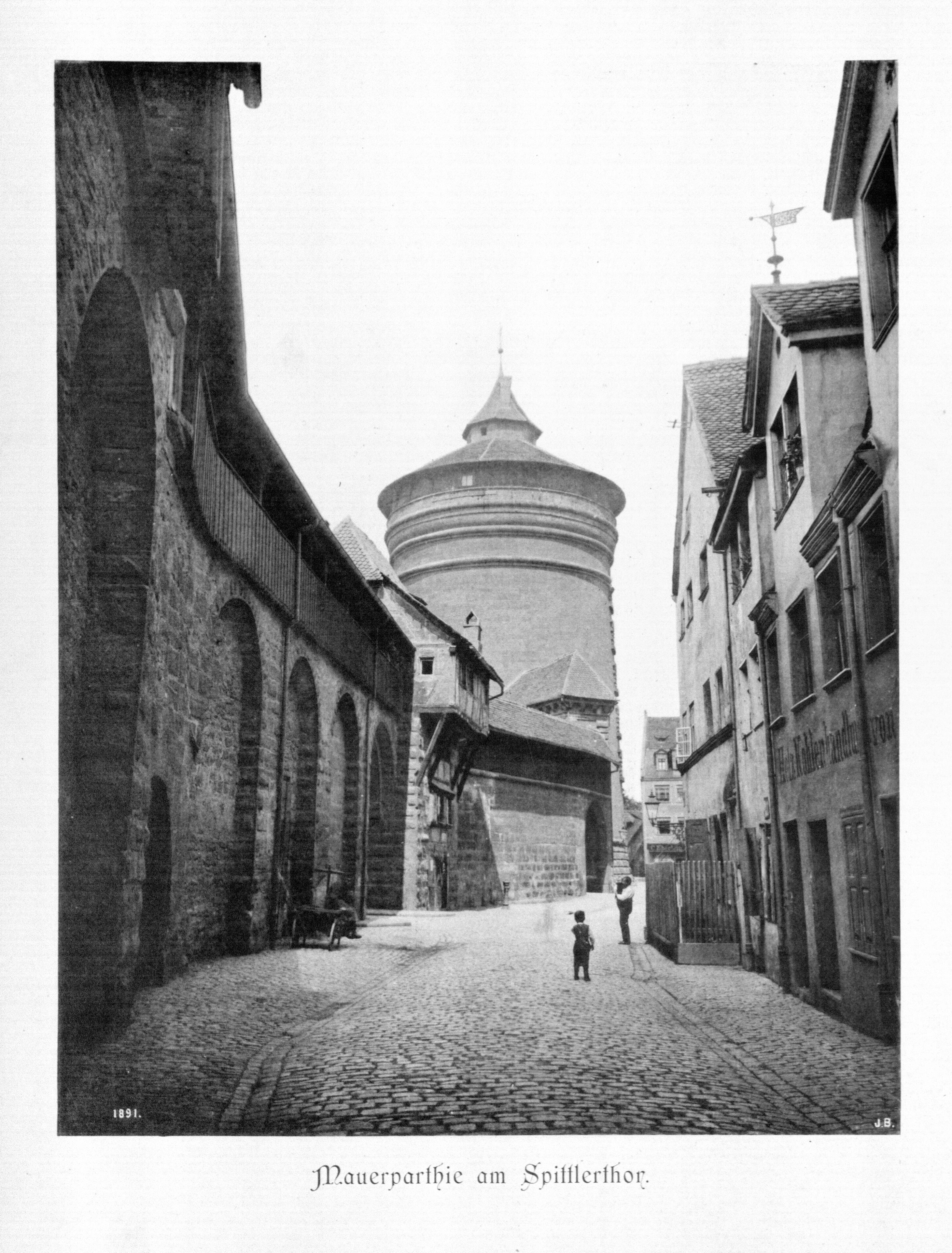
Stadtmauer mit Spittlertorturm, Fotografie (1891)
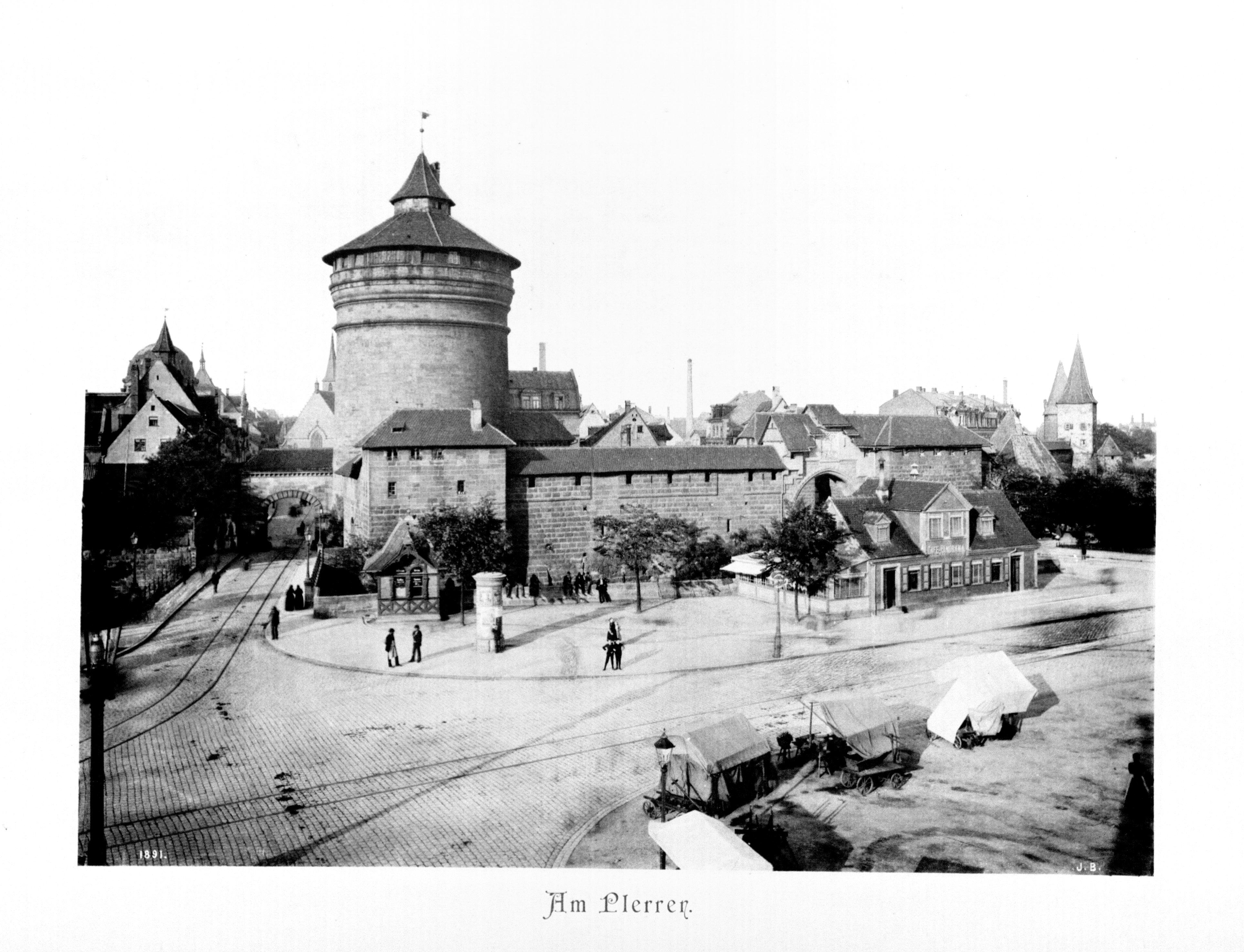
Blick vom Plärrer auf das Spittlertor, Fotografie (1891)
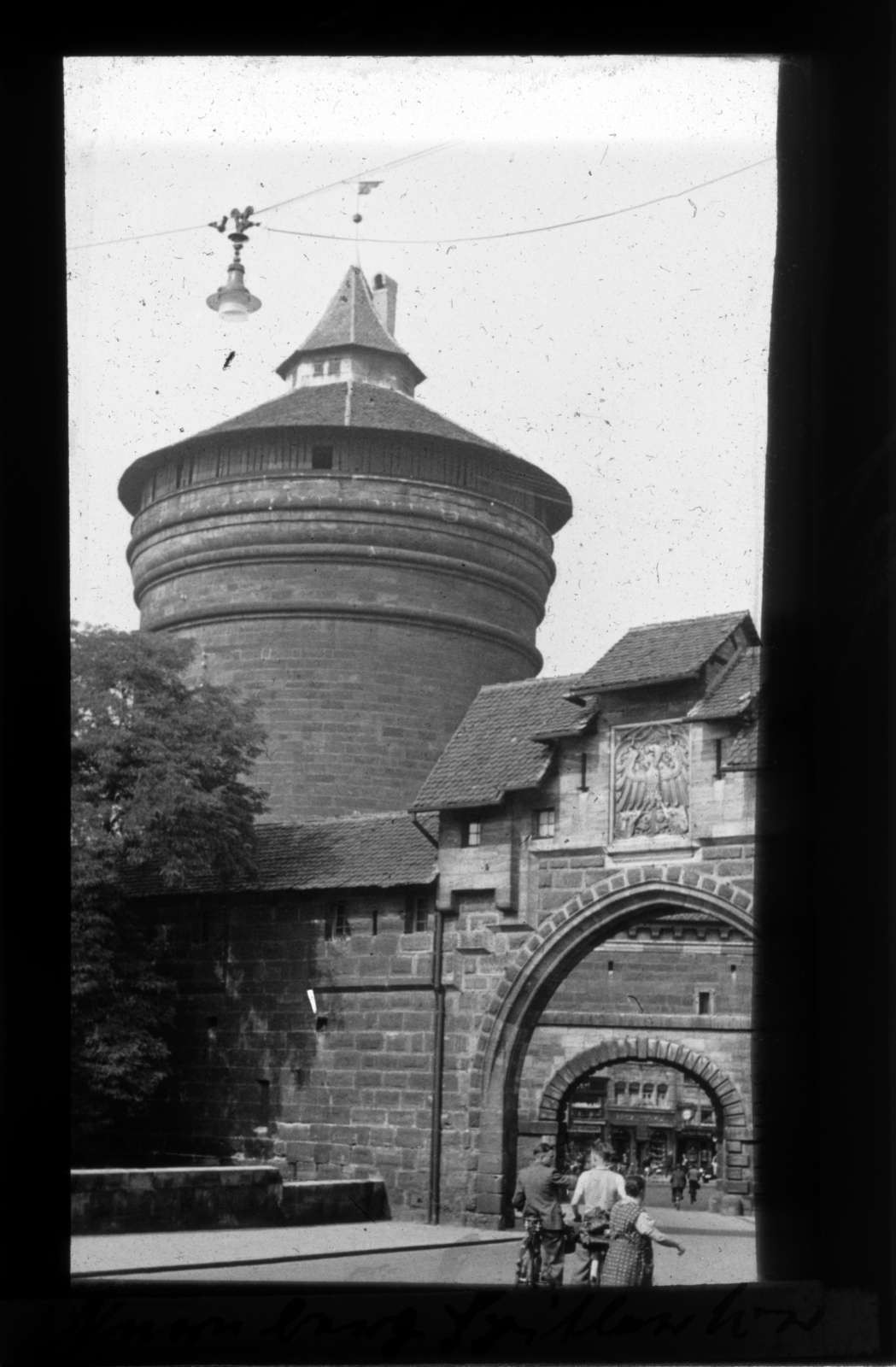
Spittlertorturm und Spittlertor, Fotografie (ca. 1935)
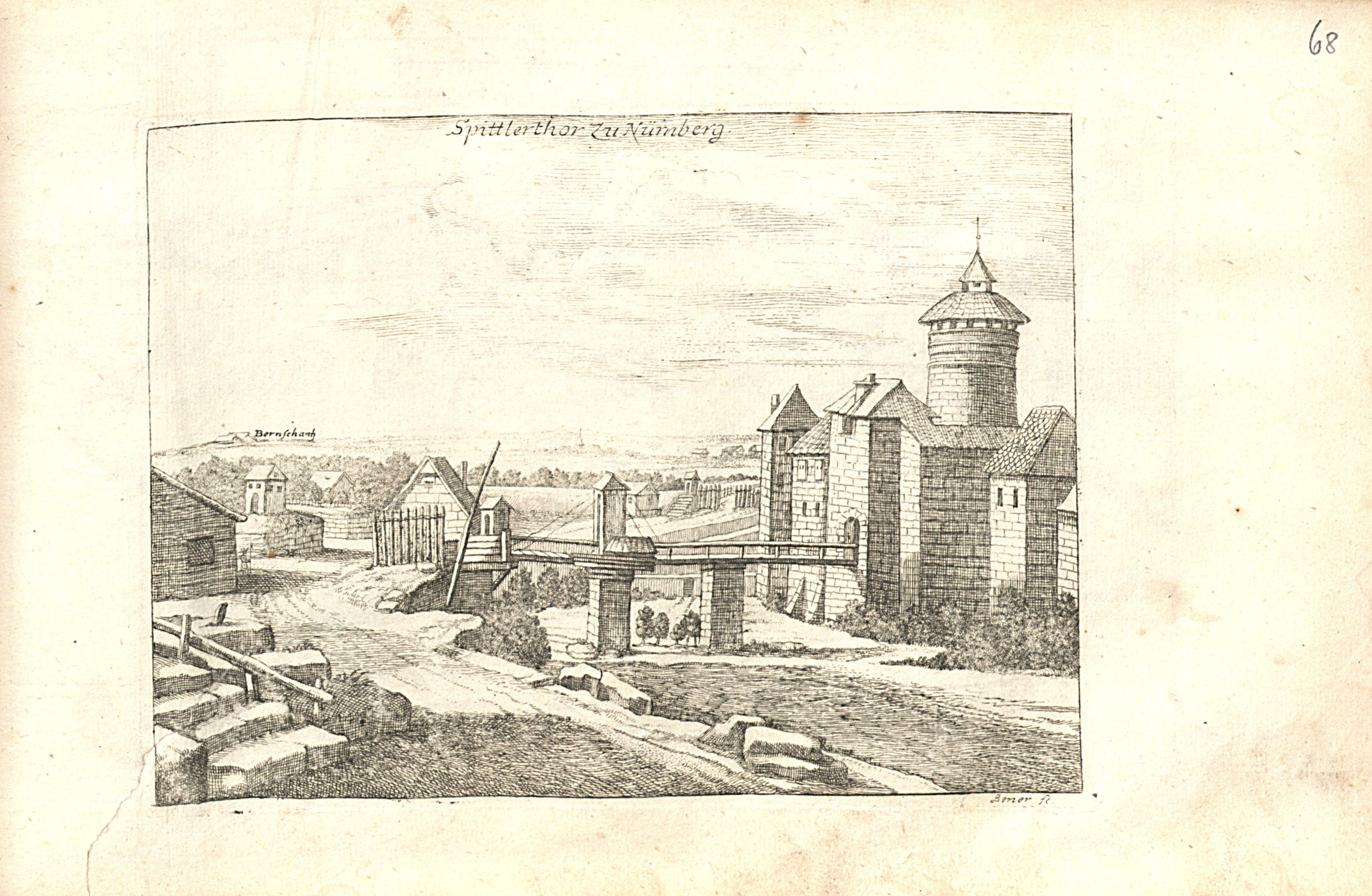
Spittlertor 1709